# Ctenophorinia frontalis
Ctenophorinia frontalis là một loài ruồi trong họ Tachinidae.